# Дебрц
Дебрц је насељено место у Србији у општини Владимирци у Мачванском управном округу. Према попису из 2022. био је 671 становник.
Указом Краља од 30. априла 1924. године насеље је добило статус варошице.
Месна заједница Дебрц је једна од највећих и најзначајнијих у општини Владимирци. У овој заједници постоје многобројни инфраструктурни објекти значајни за живот њених грађана, као што су: Месна канцеларија, Дом здравља са апотеком, Осмогодишња школа са фискултурном салом и савременом библиотеком, предшколска установа, ветеринарска станица, Дом културе итд. Овде се налази Црква Св. цара Константина и царице Јелене у Дебрцу.

## Етимологија
Порекло назива Дебрц лежи у прасловенском термину *dъbrь који означава јаругу или удолину обраслу шумом. Овај назив је посведочен и у старословенском (дъбрь), као и у другим словенским језицима. Суфикс је настао највероватније преобличавањем присвојног *skъ. Име је први пут посведочено у Животима краљева и архиепископа српских, где је записано као Дъбрьць.

## Историја

### Простор Дебрца у праисторији и антици
У периоду енеолита и раног бронзаног доба простор око Цера био је насељен припадницима бубањско-хумске групе. Дебрц спада у групу налазишта у којима су нађене бронзане секире са рупом за држаље.
Кроз простор данашњег Дебрца је пролазио римски пут између Сирмијума и Сингидунума. Његови остаци су ископани код места Мало Дубоко. Иако је вероватно изграђен раније, током 4. века нове ере је доживео максимум свог значаја. На основу оловних плочица нађених у Дебрцу, евидентно је да је ту био заступљен култ божанства Митре. На локалитету Живковића виногради пронађени су остаци грађевинског шута и керамичких посуда, те вотивна плочица дунавских коњаника, због чега има основа да се претпостави да је овде постојала римска вила рустика, највероватније из 4. века нове ере. Феликс Каниц је приметио остатке утврђења (спекулума) на локалитету Градужине још крајем 19. века, али је ерозивно деловање Саве уништило остатке и спречило детаљнија истраживања.

### Дебрц као део Угарске (до 1427)
Краљ Стефан Драгутин, тада као угарски барон (1283/4-1316), имао је резиденцију у Дебрцу. Архиепископ Данило II написао је да се у Дебрцу налазио славни двор краљев, у земљи званој Срему. Познато је да је двор краља Стефана Драгутина имао храм - највероватније посвећен Светом Пантелејмону - у ком се служило према законском црквеном уставу на његовом двору. Сем тога, била су позната уметничка дела мајстора - у првом реду златара и ткача - који су радили на двору. Дарови су слати и ван граница земаља краља Стефана Драгутина: тако су слати поклони и у руске земље, Јерусалим и на Синај.
Као утврђење (castrum Debrechen) поменут је Дебрц у једној повељи угарског краља Жигмунда Луксембуршког. Прихвативши потчињени положај према реченом угарском краљу 1403/4. године, деспот Стефан је добио (такође као угарски барон) између осталог и земљу Мачву, чиме је и Дебрц дошао под његову власт.

### Дебрц као део Српске земље (1427—1459)
Пре своје смрти, деспот Стефан је са краљем Жигмундом склопио је споразум у Тати (1426), чиме је господин Ђурађ потврђен за наследника Српске земље, али је Мачва требало да припадне назад Жигмунду, будући да је била део Угарске. Из неутврђених разлога то се није остварило, и Мачва (самим тим и Дебрц) постала је фактички део Српске земље.
То потврђује и повеља деспота Ђурђа из 1428/9. године, којом је челнику Радичу у вечиту баштину дао трг Дебрц, 16 села и 2 селишта. Дебрц је најзначајнији посед предат челнику Радичу, као трг са панађуром на празник Св. Пантелејмона (27. јул по јулијанском календару).

### Први период османске власти (1459—1718)
Област данашњег Шапца је пала заједно са српском државом 1459. године. Под османском влашћу остала је свега до 1476, када ју је заузела угарска војска. Поставши делом нове, Шабачке бановине, Дебрц је остао у саставу Угарске до похода султана Сулејмана Законодавца на Угарску (1521), када је дефинитивно ушао у састав Османског царства. Припадајући санџаку Зворник, Дебрц је постао место чији су становници имали статус влаха. Власи санџака Зворник су се делили у 20 кнежина, од чега је најбројнија пописана кнежина 1528. била кнежина спахије кнеза Драгића, сина Вукасовог из села Предворице: њој су припадали и дебрчки власи. Године 1528. Дебрц је имао 13 пореских кућа и још 18 неожењених мушкараца. Уз то је имао примићура. То га сврстава у ред средње великих насеља нахије Шабац.
Влашке повластице у санџаку Зворник, међутим, укинуте су већ 1533. године, чиме је становништво Дебрца сведено на положај неповлашћене раје. У попису из 1533. село Дебрц припадало је петорици мустахфиза Теочака, доносећи приходе од 2.380 акчи. Године 1533. Дебрц је имао 27 пореских кућа и 8 неожењених мушкараца, као и примићура.
До 1548. године значајан талас емиграције задесио је и Дебрц: те године је имао свега 11 пореских кућа и 2 неожењена мушкарца. Он је тада, са још неколико околних села, спадао у тимар Хусеина, човека Бали-пашиног. Цео тимар је процењен на 8.098 акчи, од чега је Дебрц давао око 3.500 акчи. Порески приходи су ипак пали на око 2000 акчи у другој половини 16. века. Пред крај 16. века је настао у Дебрцу и први значајнији чифлук, чифлук ћехаје Синана, који се састојао од земаља Увеисових, Драгићевићевих и Јованових.
Дебрц је на простору нахије Шабац давао највеће ушуре од зоби, што вероватно значи да се у њему производио највећи део те културе. Према пореским белешкама може се закључити да је Дебрц спадало у један од центара виноградарства и пчеларства у нахији.
Према попису насталом између 1600. и 1604. године, Дебрц је имао 14 кућа, 1 баштину и давао је приход од 2000 акчи. Према попису насталом 1623/4. године, Дебрц је имао идентичне бројке.

### Дебрц у хабзбуршкој Србији (1718—1739)
Године 1718. Пожаревачким миром формирана је Краљевина Србија као нова држава под хабзбуршком влашћу, а Дебрц је ушао у њен састав. Према попису из 1721. године, Дебрц је имао свега 2 куће.

### Други период османске власти (1739—1830)
Београдским миром (1739) укинута је Краљевина Србија, а њена територија је припојена Османском царству. Године 1788. Дебрц је, према тајном попису рађеном за потребе хабзбуршких војних власти, имао свега 3 куће, без сеоског кнеза. До те године је Дебрц постао део Посавске кнежине унутар нахије Шабац. Те године је посавски оборкнез био Јанко Чапић из Оџиног Села.

## Географија
Насеље Дебрц се налази на територији Шабачке Посавине, приближно 14 km од Владимираца.

## Геотермалне воде
Резервоар термалних вода Дебрца чине карстификовани тријаски кречњаци и доломити. Максимална измерена температура је 58 ° на дубини од 1000 m. Коришћењем енергије термалних вода Дебрца могућа је интензивна агри и аква културна производња, нарочито органске хране по светским еколошким критеријумима, као и топлификација насеља.
На територији Шабачке Посавине утврђена су значајна налазишта термалних вода на неколико локалитета у Дебрцу. Хидрогеотермалне појаве у Дебрцу представљају део јединственог хидрогеотермалног система Мачве, Семберије, Срема и Посаво-Тамнаве, који се простире на око 2.000 km².
Еколошки квалитет и стерилност термалних вода омогућава њихову неисцрпну и широку употребу. Непосредно коришћење хидротермалне енергије зависи од температуре, од количине која се може добити као и од потреба корисника. Највећи ефекти коришћења енергије термалних вода постижу се каскадским начином, где се сва енергија сконцентрисана у њима може искористити.
Могућности коришћења геотермалних вода у Дебрцу су:
- балнеотерапија, спорт и рекреација
- агрикултура (стакленици за производњу поврћа, воћа и цвећа)
- аквакултура (топловодни рибњаци са рибљом млађи)
- индустрија и технологија
- флаширање вода за пиће
- топлификација насеља Дебрц[19]

## Привреда
Привредна активност у насељу се првенствено базира на агрикултури тј. пољопривредној активности, на производњи житарица, сточне хране и складиштења.
У насељу послује Пољопривредни индустријски комбинат „7 JULI“ A.D. Дебрц у оквиру Концерн „Farmakom MB“ Шабац. Комбинат је основан још 1953. године и данас је тренутно једини те врсте у посаво-тамнавском региону.
У Дебрцу се налази и највећи пластеник у Србији. Простире се на површини од 4,3 ha. Грејање пластеника се остварује термалном водом температуре око 56 °C која долази са дубине од 1002 m.
Од значајних инфраструктурних објеката везаних за привреду насеља налазе се силоси капацитета 30000 t, млин за производњу брашна капацитета 12000 t, погони за производњу амбалаже и кутија за производе, као и лабораторија за контролу квалитета производа.

## Образовање
У насељу се налази осмогодишња Основна школа „Јован Цвијић“ основана још 1892. године, као и предшколска установа „Сунцокрети“.

## Галерија
- Сеоска црква Св. Константина и Јелене
- Регионални пут Шабац-Обреновац
- Зграда МЗ и задруге
- Предшколска установа
- Основна школа
- Стамбена зграда
- Регионални пут Шабац-Обреновац

## Демографија
У насељу Дебрц живи 797 становника, а просечна старост становништва износи 40,7 година (39,7 код мушкараца и 41,7 код жена). У насељу има 280 домаћинстава, док је укупан број станова 493. Просечан број чланова по домаћинству је 2,84. Према последњем попису број лица у иностранству је 38.
Ово насеље је великим делом насељено Србима (према попису из 2002. године), а у последња три пописа, примећен је пад у броју становника. Следећа статистика се односи на 2002. годину.
|  |

| Демографија | Демографија | Демографија |
| Година      | Становника  | Становника  |
| ----------- | ----------- | ----------- |
| 1948.       | 712         |             |
| 1953.       | 734         |             |
| 1961.       | 809         |             |
| 1971.       | 853         |             |
| 1981.       | 921         |             |
| 1991.       | 890         | 847         |
| 2002.       | 875         | 933         |
| 2011.       | 809         |             |

| Етнички састав према попису из 2002.‍ | Етнички састав према попису из 2002.‍ | Етнички састав према попису из 2002.‍ | Етнички састав према попису из 2002.‍ | Етнички састав према попису из 2002.‍ |
| ------------------------------------ | ------------------------------------ | ------------------------------------ | ------------------------------------ | ------------------------------------ |
|                                      |                                      |                                      |                                      |                                      |
| Срби                                 | Срби                                 |                                      | 855                                  | 97,71%                               |
| Роми                                 | Роми                                 |                                      | 9                                    | 1,02%                                |
| Хрвати                               | Хрвати                               |                                      | 4                                    | 0,45%                                |
| Црногорци                            | Црногорци                            |                                      | 3                                    | 0,34%                                |
| Југословени                          | Југословени                          |                                      | 2                                    | 0,22%                                |
| Македонци                            | Македонци                            |                                      | 1                                    | 0,11%                                |
| непознато                            | непознато                            |                                      | 1                                    | 0,11%                                |

| Година пописа     | 1948. | 1953. | 1961. | 1971. | 1981. | 1991. | 2002. |
| ----------------- | ----- | ----- | ----- | ----- | ----- | ----- | ----- |
| Број домаћинстава | 153   | 157   | 202   | 256   | 289   | 297   | 308   |

| Број чланова      | 1  | 2  | 3  | 4  | 5  | 6  | 7 | 8 | 9 | 10 и више | Просек |
| ----------------- | -- | -- | -- | -- | -- | -- | - | - | - | --------- | ------ |
| Број домаћинстава | 63 | 97 | 43 | 60 | 25 | 16 | 4 | 0 | 0 | 0         | 2,84   |

| Пол    | Укупно | Неожењен/Неудата | Ожењен/Удата | Удовац/Удовица | Разведен/Разведена | Непознато |
| ------ | ------ | ---------------- | ------------ | -------------- | ------------------ | --------- |
| Мушки  | 354    | 115              | 205          | 18             | 13                 | 3         |
| Женски | 373    | 69               | 205          | 77             | 20                 | 2         |
| УКУПНО | 727    | 184              | 410          | 95             | 33                 | 5         |

| Пол    | Укупно                    | Пољопривреда, лов и шумарство | Рибарство                            | Вађење руде и камена | Прерађивачка индустрија       |
| ------ | ------------------------- | ----------------------------- | ------------------------------------ | -------------------- | ----------------------------- |
| Мушки  | 194                       | 43                            | 0                                    | 0                    | 45                            |
| Женски | 118                       | 51                            | 0                                    | 0                    | 17                            |
| УКУПНО | 312                       | 94                            | 0                                    | 0                    | 62                            |
| Пол    | Производња и снабдевање   | Грађевинарство                | Трговина                             | Хотели и ресторани   | Саобраћај, складиштење и везе |
| Мушки  | 6                         | 20                            | 28                                   | 3                    | 21                            |
| Женски | 0                         | 1                             | 21                                   | 3                    | 1                             |
| УКУПНО | 6                         | 21                            | 49                                   | 6                    | 22                            |
| Пол    | Финансијско посредовање   | Некретнине                    | Државна управа и одбрана             | Образовање           | Здравствени и социјални рад   |
| Мушки  | 0                         | 1                             | 9                                    | 6                    | 5                             |
| Женски | 0                         | 0                             | 2                                    | 9                    | 8                             |
| УКУПНО | 0                         | 1                             | 11                                   | 15                   | 13                            |
| Пол    | Остале услужне активности | Приватна домаћинства          | Екстериторијалне организације и тела | Непознато            | Непознато                     |
| Мушки  | 4                         | 0                             | 0                                    | 3                    | 3                             |
| Женски | 4                         | 0                             | 0                                    | 1                    | 1                             |
| УКУПНО | 8                         | 0                             | 0                                    | 4                    | 4                             |